# Humiliátusok
A humiliátusok vagy humiliáták (latin: humiliati = "alázatosak") egy középkori keresztény vezeklő spirituális mozgalom volt, amely a katolikus klérus laza szokásaival és hivalkodásával szemben jött létre. Nevüket onnan kapták, hogy festetlen, nyers gyapjúruhát hordtak. Eredetileg laikus mozgalom  volt, követői Észak-Itáliában, Lombardiában és Piemontban éltek. 
Krisztus követésében az egyszerű és alázatos életet életet tartották szem előtt, iránymutatásként a Biblia evangéliumait követték.

## Történet
Először Lombardiában jelentek meg a 12. század második felében. Eredetük homályos, de úgy tűnik, hogy összefügg az akkoriban uralkodó vágyakkal, hogy visszatérjenek az ősi egyház tisztaságához.
Bűnbánó szigorukkal kitűntek, gyakran böjtöltek, keveset beszéltek, nem voltak hajlandók fegyvert viselni, és nyilvánosan prédikáltak az egyházi visszaélések ellen. Az asszonyok beteg szegényeket ápoltak, különösen a leprásokat, míg a férfiak a szociális és polgári ügyekkel foglalkoztak, a munkanélkülieknek munkát adtak, szakmai egyesületeket hoztak létre, és a rászorulókat segítették.
A katolikus egyházzal való összeütközésük elsősorban a prédikációjuk gyakorlása miatt történt, amely csak a papok számára volt engedélyezett. Amikor a papság elleni támadásaik túl erőssé váltak, III. Sándor pápa megtiltotta nekik, hogy nyilvánosan prédikáljanak (1179), de ők megtagadták ezt az engedelmességet.
III. Luciusz pápa más keresztény mozgalmakkal együtt (valdensek, katharok) őket is eretnekeknek nyilvánította, és kiközösítette őket. A mozgalom azonban tovább virágzott, különösen a milánói térségben.
III. Ince a követőit szerzetesrendbe, a humiliátusok rendjébe szervezte, de el kellett fogadniuk az egyház által előírt szabályokat, amelyek nagymértékben korlátozták a prédikációhoz való jogukat. Sok követőjük ekkor elfordult a közösségtől, és csatlakozott a valdensekhez.
A 14. században a rend férfi ágát elválasztották a női ágától, és mindkét ág elfogadta a bencés-szabályzatot.
A rendet férfi ágát 1571-ben V. Piusz megszüntette, de női águk Olaszországban mind a mai napig létezik.

## Fordítás
- Ez a szócikk részben vagy egészben  a   Humiliaten című német Wikipédia-szócikk fordításán alapul.  Az eredeti cikk szerkesztőit annak laptörténete sorolja fel. Ez a jelzés csupán a megfogalmazás eredetét és a szerzői jogokat jelzi, nem szolgál a cikkben szereplő információk forrásmegjelöléseként.
- Ez a szócikk részben vagy egészben  az   Umiliati című olasz Wikipédia-szócikk fordításán alapul.  Az eredeti cikk szerkesztőit annak laptörténete sorolja fel. Ez a jelzés csupán a megfogalmazás eredetét és a szerzői jogokat jelzi, nem szolgál a cikkben szereplő információk forrásmegjelöléseként.